# Vortex de déchets

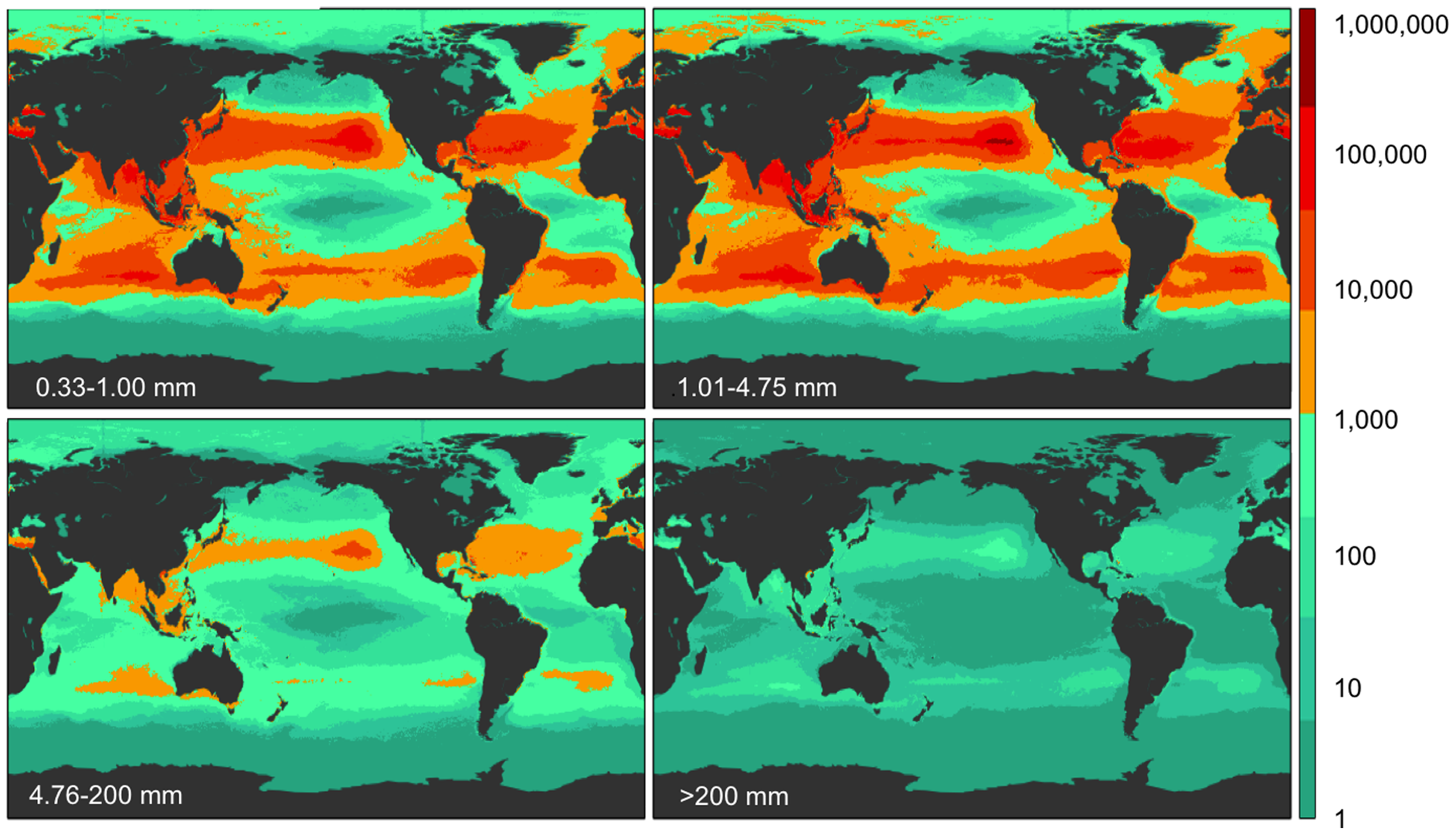
Estimation de la répartition de la concentration de plastique (en particules par km) dans les océans et mers du monde selon la taille de la particule.

Un vortex de déchets (également appelé plaque de déchets, gyre de déchets, ou encore soupe plastique) est une zone maritime rassemblant une quantité importante de particules de déchets d'origine humaine. Chacun des cinq principaux gyres océaniques possède un vortex de déchets.
Ces amas de débris d'origine humaine (surtout du plastique) sont à l'origine de problèmes écosystémiques et environnementaux qui affectent la vie marine, contaminent les océans avec des produits chimiques toxiques et contribuent aux émissions de gaz à effet de serre.

## Formation

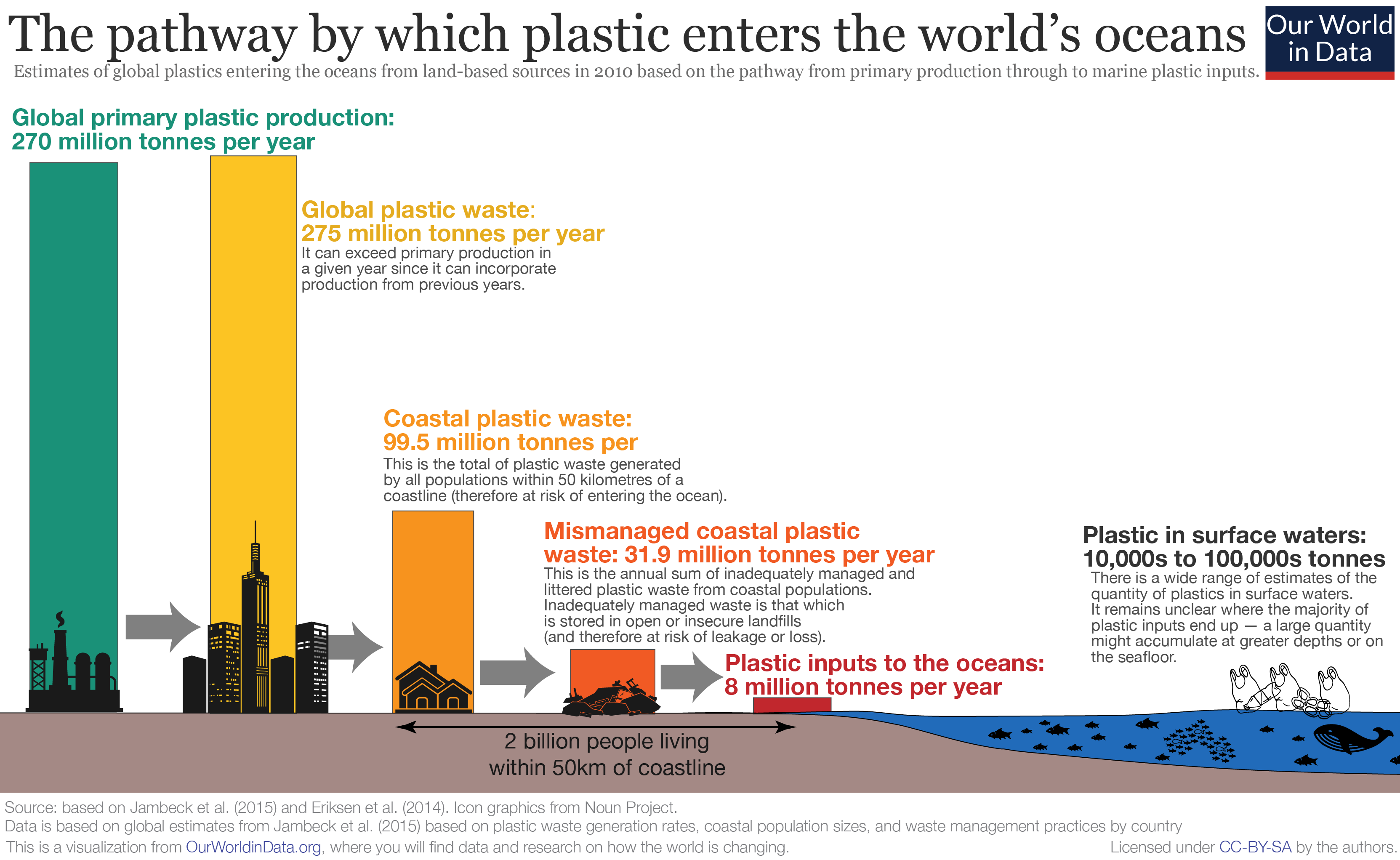
Moyens par lesquels le plastique rejoint les océans. Sur les 275 millions de tonnes de plastique jetées chaque année, plus d'un tiers se trouve à moins de 50 km des côtes, dont un tiers n'est pas bien géré et dont un quart (8 millions de tonnes) finit dans les océans.

La production croissante de matière plastique et d'autres produits (équipements de pêche, emballages, couverts et jouets en plastique, papiers, textiles, métaux et canettes, bois, caoutchouc, et microplastiques notamment) ainsi que la mauvaise gestion des déchets entraînent des pertes de ces matériaux. Transportés par le vent, les cours d'eau ou directement jetés, ils finissent par rejoindre les océans. Une fois dans l'eau, les débris sont mobiles et sont emportés par le vent, les vagues ou suivent les courants océaniques. Ils se retrouvent souvent au centre des gyres océaniques où les courants sont les plus faibles. Piégés pendant des décennies voire des millénaires, ils finiront par s'agglutiner pour former un amas de débris marins,. Contrairement aux idées reçues, les vortex de déchets ne forment pas une masse compacte de déchets qui flotterait à la surface de l'eau, mais consistent plutôt en un regroupement non continu de déchets indépendants, composé de quelques gros objets, mais surtout de nombreuses microparticules de moins de 5 mm ; les vortex ne sont en général pas visibles sur les images satellites. Les parties centrales du vortex ont tendance à contenir plus de plastique que les bords.
Le Programme des Nations unies pour l'environnement estime que pour chaque mille carré d'océan (approximativement 2,59 km2), il y a environ 46 000 morceaux de plastiques, soit un total mondial de 5 250 milliards particules toutes tailles confondues pour une masse de près de 269 000 tonnes,. Les dix principaux pays en termes de pollution plastique océanique sont, par ordre décroissant, la Chine, l'Indonésie, les Philippines, le Viêt Nam, le Sri Lanka, la Thaïlande, l'Égypte, la Malaisie, le Nigeria et le Bangladesh, notamment via les rivières Yangtsé, Indus, Jaune, Hai He, Nil, Gange, Pearl, Amour, Niger et Mékong, et représentent 90 % de tout le plastique qui se retrouve dans les océans du monde,. L'Asie était la principale source de déchets plastiques mal gérés, la Chine représentant à elle seule 2,4 millions de tonnes.

## Localisations

Les cinq principaux gyres océaniques possèdent tous un vortex de déchets.

Les cinq principaux gyres océaniques possèdent tous un vortex de déchets et concentrent la majorité du plastique des océans. En 2014, des chercheurs ont collecté 3 070 échantillons d'eau à travers le monde afin d'identifier les zones de haute pollution plastique en surface. La distribution de ces zones est étroitement liée aux courants océaniques. Le vortex de déchets du Pacifique nord, situé dans le gyre subtropical du Pacifique nord, présentait la plus forte concentration de plastiques. Les quatre autres vortex se situaient, par ordre décroissant de taille, en Atlantique nord entre l'Amérique du Nord et l'Afrique, en Atlantique sud entre l'est de l'Amérique du Sud et la pointe de l'Afrique, en Pacifique sud à l'ouest de l'Amérique du Sud, et dans l'océan Indien à l'est de l'Afrique du Sud. Hormis des vortex ponctuels en mer Méditerranée, une étude de 2012 montre qu'un sixième vortex de déchets devrait apparaître dans quelques décennies au niveau de la mer de Barents, et que les déchets finiront par converger vers le vortex du Pacifique nord dans plusieurs millénaires.

### Océan Pacifique nord

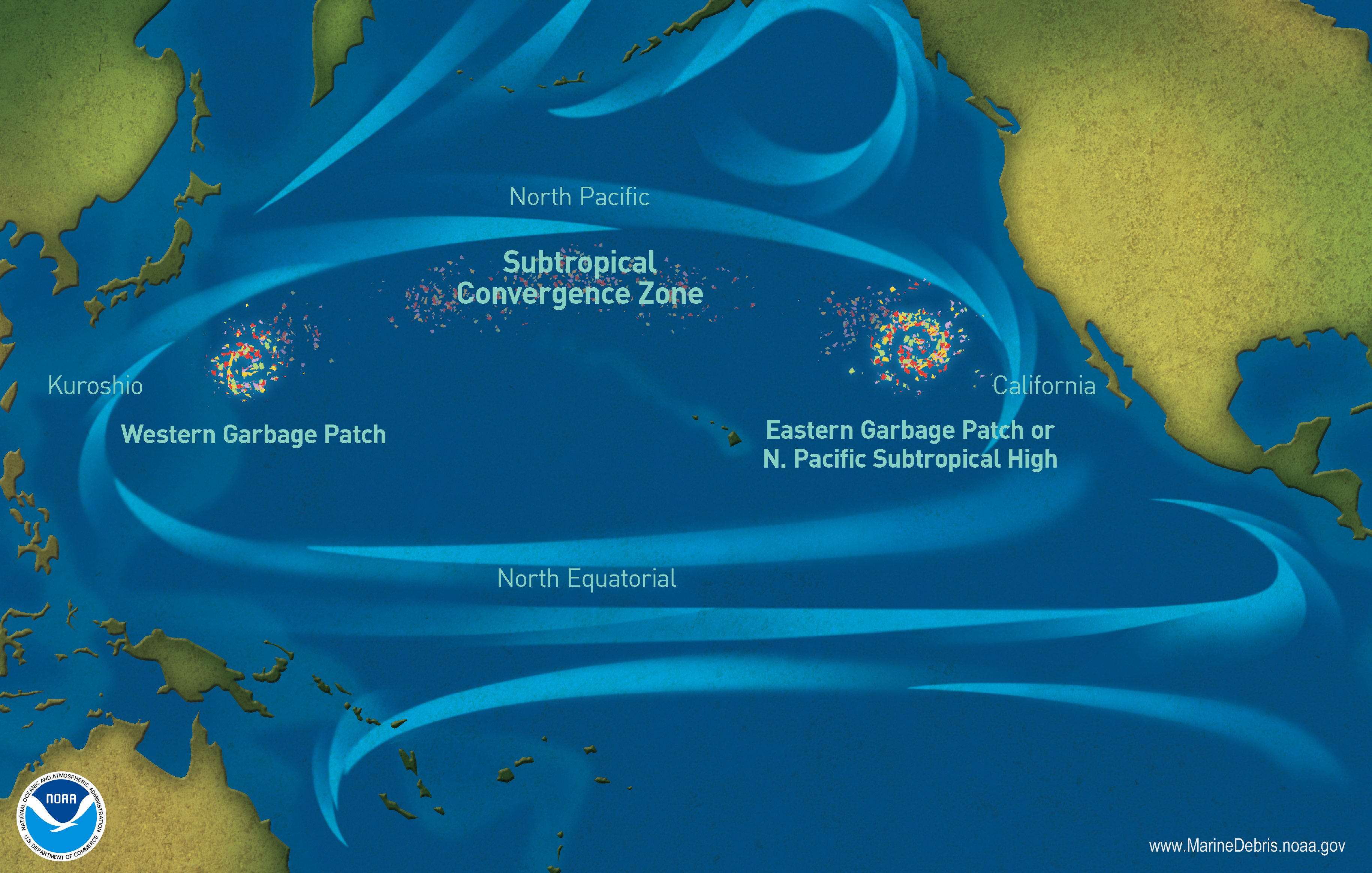
Accumulation de déchets dans l'océan Pacifique nord.

Avec une superficie de 1,6 million km2, soit l'équivalent de trois fois la France,, le vortex de déchets du Pacifique nord est parfois nommé « continent de plastique » ou « continent poubelle ». Il contiendrait entre 45 000 et 129 000 tonnes de plastique, dont plus de 75 % auraient des tailles supérieures à 5 cm et 46 % seraient liées à la pêche. Les microplastiques représenteraient 8 % de la masse totale mais 94 % du nombre de déchets. Les déchets proviennent du pourtour du Pacifique, notamment de l'Asie, l'Amérique du Nord et l'Amérique du Sud. Les données historiques entre 1970 et 2015 indiquent que la pollution plastique de ce vortex augmente exponentiellement et à un rythme plus rapide que dans les eaux environnantes. Cela a pour conséquence d'augmenter la concentration de plastiques en profondeur.
Le vortex est parfois divisé en deux zones : le vortex est de la Californie à Hawaï et le vortex ouest d'Hawaï au Japon.

### Océan Pacifique sud
Le vortex de l'océan Pacifique sud, d'une surface estimée à 2,6 millions km2, est globalement situé entre le sud du Brésil et le sud de l'Afrique. Les concentrations en particules de plastique peuvent atteindre 400 000 particules par km2. L'île Henderson, située à mi-chemin entre la Nouvelle-Zélande et le Chili, est l'une des régions du monde les plus éloignées de toute civilisation ; pourtant, il est estimé à 37,7 millions (7,6 tonnes) le nombre de débris situés sur cette île, auxquels s'ajoutent 3 500 débris chaque jour,.

### Océan Indien

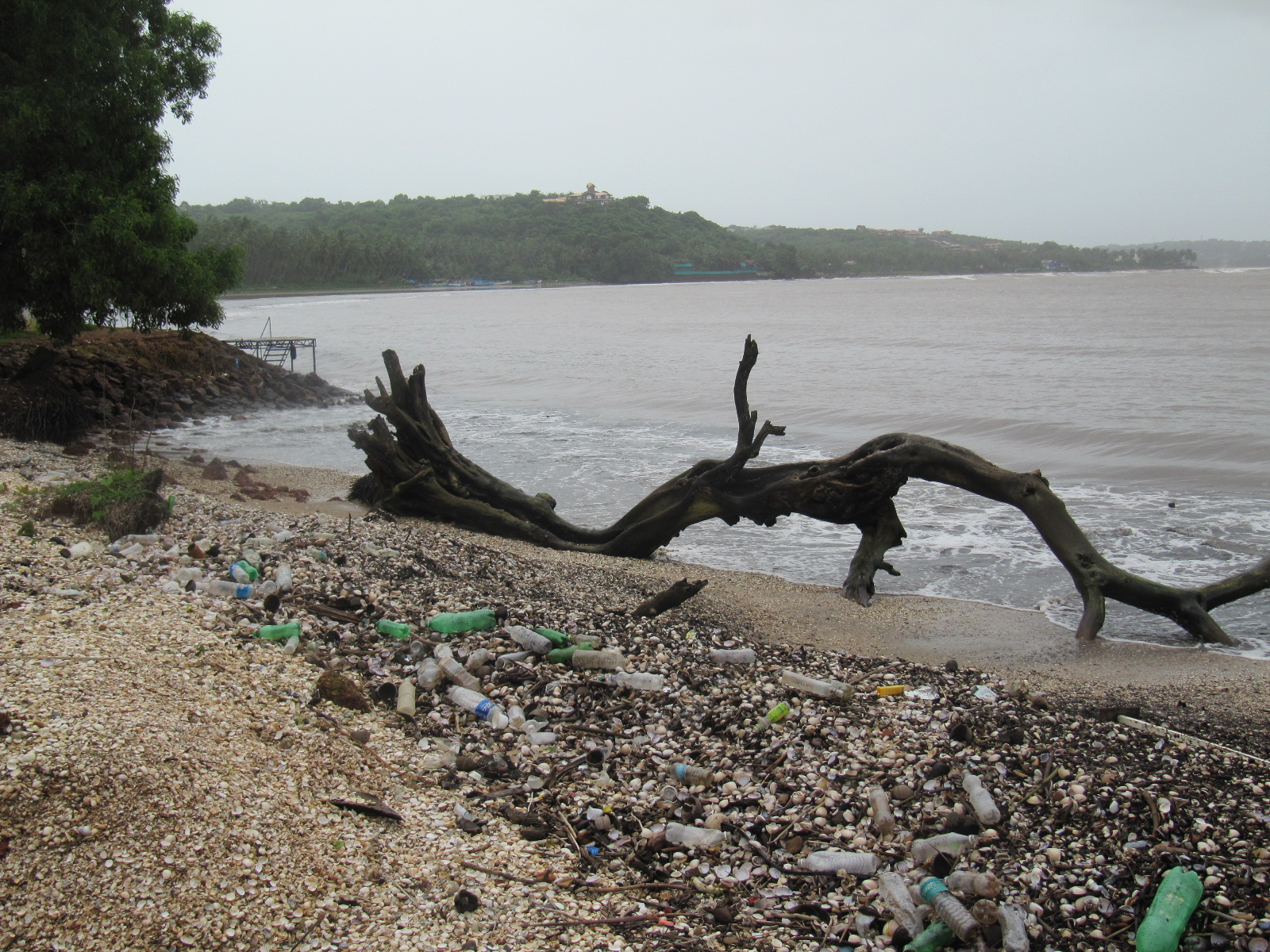
Déchets plastiques dans la « laisse de mer » de la plage de Coco Beach, à proximité de Panaji, en Inde, dans la partie de l'océan Indien située dans l'hémisphère nord.

Découvert en 2010, le vortex de déchets de l'océan Indien est un amas de déchets marins en suspension dans la couche supérieure de l'océan Indien. D'après une étude scientifique de 2021 ayant collecté 1 623 objets d'origine humaine, plus de 99 % étaient en plastique et la plupart avaient une taille inférieure à 5 cm.
Dans la partie de l'océan Indien située dans l'hémisphère sud, les déchets s'accumulent dans le gyre subtropical. Ce vortex de déchets n'est cependant pas bien défini et ne devrait pas s'agrandir d'après les modèles informatiques car les déchets peuvent être transportés dans l'océan Atlantique sud via le sud de l'Afrique ou l'océan Pacifique,. Sa taille est estimée entre 2,1 et 5,0 millions km2.
La partie de l'océan Indien située dans l'hémisphère nord ne contient pas de gyre en raison de la présence des continents ; la majorité des déchets ne s'accumule pas en mer mais finit sur les côtes.
L'amas de déchets contribue largement à la mort des tortues de mer, comme en témoigne le nombre d'entre elles qui échouent sur le rivage avec du plastique dans leur estomac et intestins.

### Océan Atlantique nord

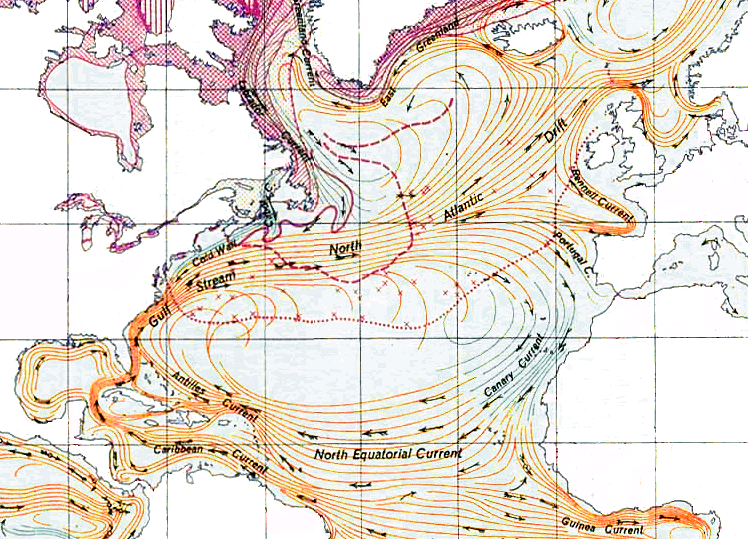
Courants océaniques entourant le gyre de l'Atlantique Nord.

Documenté à l'origine en 1972, ce vortex est situé dans le gyre de l'océan Atlantique nord, dans la mer des Sargasses. Sur la base d'une étude de 22 ans menée par la Sea Education Association, sa taille est estimée à plusieurs centaines de kilomètres de large, avec une densité pouvant atteindre plus de 200 000 débris par kilomètre carré,. La plupart des débris plastiques ont des tailles inférieures à 10 mm et des masses inférieures à 0,05 g.

### Océan Atlantique sud
Parmi les cinq vortex principaux, celui de l'océan Atlantique sud est le plus petit, avec une superficie estimée à 0,7 million km2. Une étude de 2014 suggère que 97 % des déchets sont faits de plastique. D'après une étude de 2019, la plupart des bouteilles de ce vortex proviendrait désormais d'Asie (plus de 80 %) en raison du fait que les navires jettent les bouteilles dans l'océan, notamment aux abords de l'archipel non habité Tristan Da Cunha,.

## Conséquences environnementales

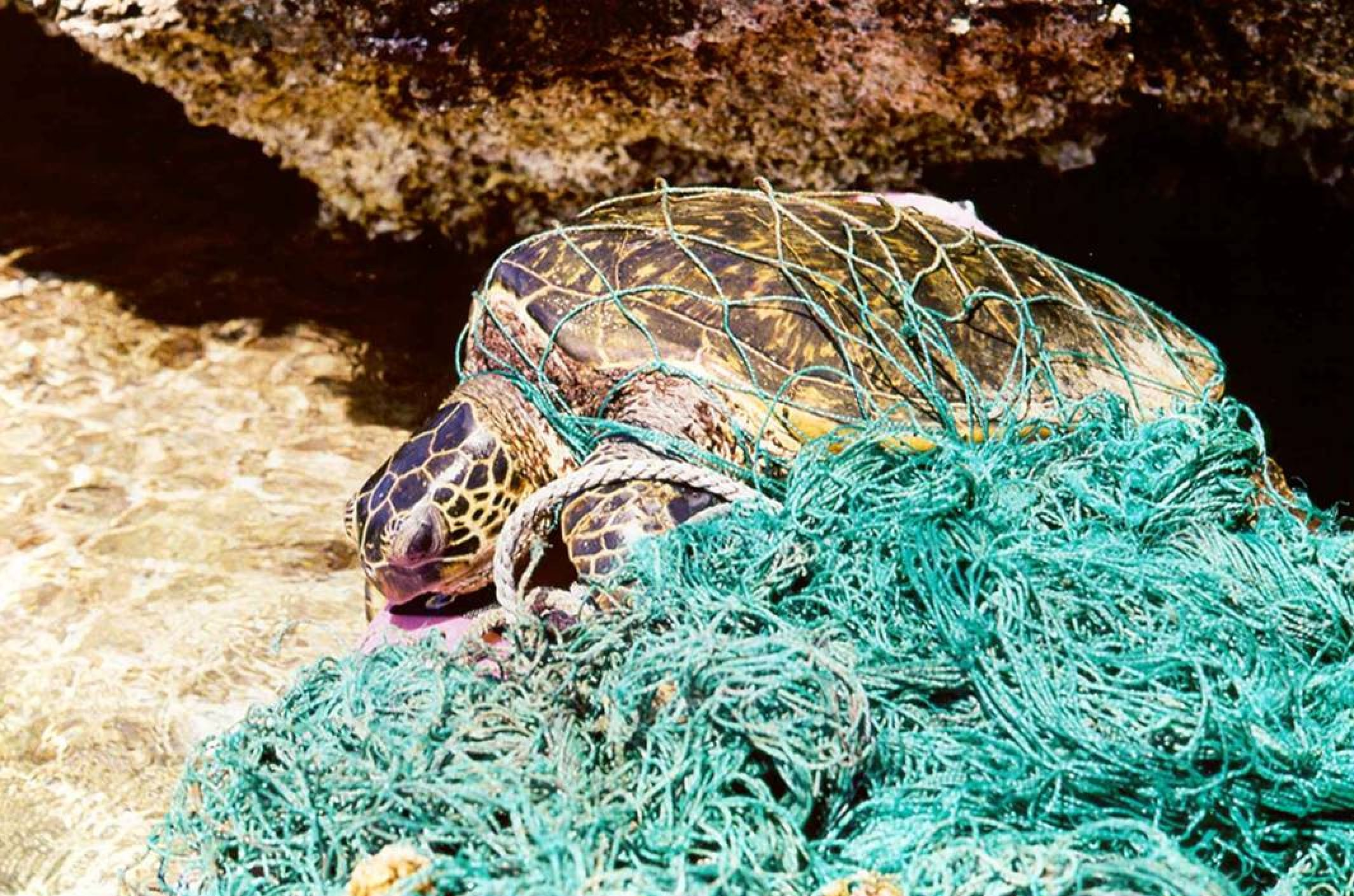
Tortue marine piégée dans un filet fantôme.

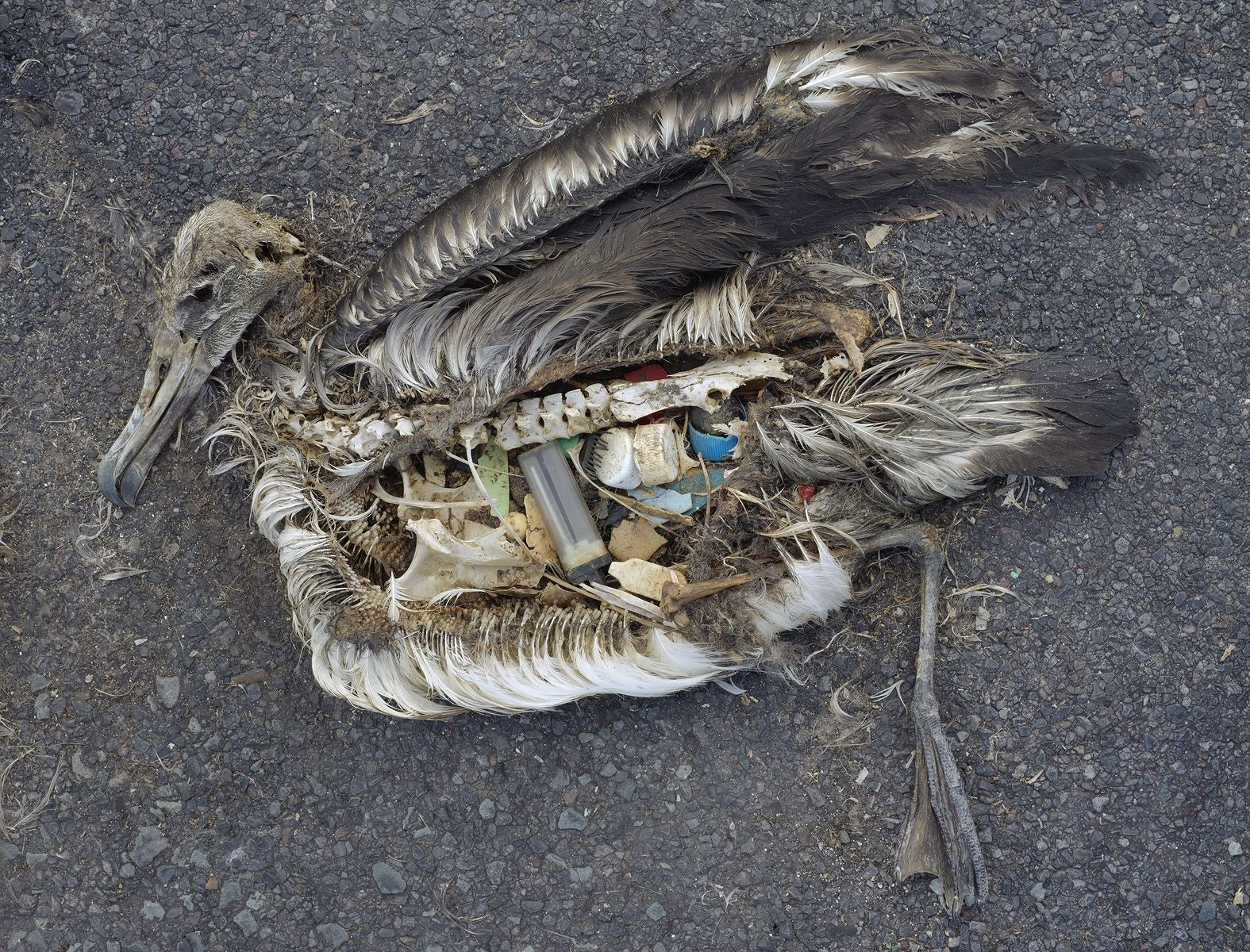
Restes d'estomac d'albatros contenant des déchets plastiques.

Les conséquences sur l'environnement incluent l'ingestion de déchets et le piégeage de la faune, qui peut potentiellement conduire à leur mort. D'après une étude publiée en 2015, au moins 690 espèces ont croisé des débris marins, dont 10 % ont ingéré des microplastiques. La consommation de ces animaux par les humains peut présenter un risque pour la santé.
Les plastiques ont aussi la propriété de libérer des phtalates lorsqu'ils sont exposés à la lumière du soleil et ainsi de contaminer l'eau. De plus, à mesure que notre climat change et que la planète se réchauffe, le plastique se décompose plus facilement en méthane et éthylène, ce qui accroît le réchauffement climatique et perpétue le cycle vicieux.
Le transport et la potentielle prolifération d'espèces invasives sont accentués par la présence de déchets d'origine anthropique, le plastique pouvant facilement parcourir de longues distances, souvent impossible par l'organisme seul,.